# European Rail Traffic Management System
European Rail Traffic Management System (ERTMS) ist das in Einführung und Ausbau befindliche System für Management und Steuerung des Eisenbahnverkehrs auf den Strecken der Transeuropäischen Netze (TEN). Es entspricht funktionell den unter dem Begriff Zugleitsystem im deutschen Sprachraum formulierten Ansprüchen. Es besteht aus den Komponenten Zugbeeinflussungssystem ETCS, dem als Kommunikationssystem für Sprache und Daten genutzten Mobilfunksystem GSM-R sowie den verbindlichen betrieblichen Regelwerken des Teilsystems „Verkehrsbetrieb und Verkehrssteuerung“ der Spezifikationen für die Interoperabilität (engl. Technical Specifications for Interoperability (TSI), Subsystem for Operation and Traffic Management (OPE)). Mit der TSI ZZS 2022 soll der automatisierte Fahrbetrieb ATO als dritter Bestandteil hinzugefügt werden.

## Geschichte
Der Internationale Eisenbahnverband (UIC) und das European Rail Research Institute (ERRI) begannen Mitte der 1980er Jahre mit Untersuchungen, um unter dem Titel ERTMS ein europaweit einheitliches Betriebsführungskonzept für Eisenbahnen zu entwickeln. Die Entwicklung von ERTMS wird durch die UNIFE (Union des Industries Ferroviaires Européennes, Verband der europäischen Eisenbahnindustrie) vorangetrieben.
In Europa existierten bzw. existieren über 20 verschiedene, nicht interoperable Zugbeeinflussungssysteme, unterschiedliche – teils sich widersprechende – betriebliche Regelungen, verschiedene nationale Zulassungsanforderungen, unterschiedliche Verfahren für die Anerkennung von Triebfahrzeugführern, fünf unterschiedliche Stromsysteme, eine Reihe unterschiedlicher und nicht interoperabler Funk- und Kommunikationssysteme sowie unterschiedliche Sprachen. Grenzüberschreitend eingesetzte Hochgeschwindigkeitstriebzüge müssen inzwischen mit Fahrzeuggeräten für sechs bis acht verschiedene Zugbeeinflussungssysteme ausgerüstet werden. Das Hauptanliegen von ERTMS ist, die Interoperabilität des Zugverkehres in Europa zu fördern.
Zu den technischen Zielen von ERTMS zählen:
- die Schaffung eines einheitlichen, standardisierten europäischen Zugbeeinflussungssystems, um die Interoperabilität zu verbessern und veraltete Systeme rasch zu ersetzen[5]
- die Erleichterung einer Vereinheitlichung der Betriebsführung durch Führerraumsignalisierung[5]
- eine Ausweitung des Marktes für Leit- und Sicherungstechnik, mit größeren Wahlmöglichkeiten für den Kunden, unter Nutzung von Skaleneffekten (Massenproduktionsvorteile) und Exporte zur weltweiten Anwendung[5]
- die Herstellung gleicher Sicherheitslevel durch standardisierte Sicherheitsregularien[5]

Die EU hat 1996 und 2001 Richtlinien erlassen, nach denen die Ausrüstung mit dem Zugbeeinflussungssystem ERTMS/ETCS auf Schnellfahr- und konventionellen Strecken vorgeschrieben sind. Von Juli 2005 bis inklusive Dezember 2018 war Karel Vinck der zuständige ERTMS-Koordinator der EU; seit Januar 2019 wird diese Position von Matthias Ruete für vier Jahre besetzt.
Die vereinheitlichten Richtlinien für die funktionale Spezifikation wurden im Rahmen einer Feierstunde am 25. April 2000 in Madrid beschlossen. Im Herbst 2000 stimmten die Mitgliedsstaaten dafür, diese Spezifikation als Entscheidung der Europäischen Kommission zu veröffentlichen, um eine vorläufige Rechts- und Planungssicherheit zu schaffen. Darauf aufbauend sollten Erprobungen der sechs Mitgliedsbahnen der ERTMS Users Group folgen.
Am 17. März 2005 unterzeichneten Vertreter der Europäischen Kommission, der Eisenbahnen sowie der Eisenbahnindustrie in Brüssel eine Absichtserklärung zu ERTMS. Demnach sollte das System binnen zehn bis zwölf Jahren auf einem Teil des transeuropäischen Netzes eingeführt werden. Vom 4. bis 6. April 2006 fand in Budapest eine von rund 700 Menschen besuchte Konferenz zur Einführung von ERTMS statt.

## Bestandteile
ERTMS besteht aus folgenden Komponenten:
- GSM-R (Global System for Mobile Communications – Railway) – Ein Mobilfunksystem für die Sprach- und Datenkommunikation zwischen den Fahrzeugen, mobilen Endgeräten und ortsfesten Einrichtungen, insbesondere für den unter ETCS definierten Datenfunk zwischen ETCS-Zentralen und Zügen. Es unterscheidet sich von herkömmlichen GSM-Mobilfunknetzen durch eisenbahnspezifische Erweiterungen, die überwiegend die Sicherheit betreffen. Der Oberbegriff wird auch für die neuen Standarderweiterungen (GPRS, EDGE, LTE-R) verwendet.
- ETCS (European Train Control System) – Das Zugbeeinflussungssystem, einschließlich streckenseitiger Einrichtungen zum Informationsaustausch mit den Stellwerken. Damit soll europaweit einheitlich verhindert werden, dass Züge zu schnell oder in bereits belegte Streckenabschnitte einfahren.
- Die ehemals vorgesehene Komponente European Traffic Management Layer (ETML) wird seit der Neugestaltung der offiziellen Webseite der ERA 2018 nicht mehr erwähnt.
- ATO over ETCS – Mit der TSI ZZS 2022 soll ATO als dritter technischer Bestandteil hinzugefügt werden.[3]

Aufgrund der komplexen politischen Zusammenhänge und nationaler Vorbehalte war nach anfänglichen Erfolgen der Prozess der ERTMS-Einführung zu Beginn der 2000er Jahre ins Stocken geraten. Deshalb entschied man sich für eine Fokussierung auf die technischen Aspekte von ETCS als universelle technische Grundlage. Nach der Definition von ETCS Baseline 3 und der praktischen Einsatzreife durch deren Release 2 ab Mitte 2016 wird nachfolgend eine großflächige Implementierung in mehreren Staaten in Angriff genommen.
Die technische Spezifikation von ERTMS wird von UNISIG (Union Industry of Signalling) und UIC (Union Internationale des Chemins de Fer) übernommen.